# Greatest Hits (álbum de Mötley Crüe)
Mötley Crüe lanzó su segundo álbum recopilatorio de grandes éxitos el 27 de octubre de 1998 y el álbum llegó al número 20 en el Billboard 200. La recopilación incluyó dos canciones acabadas de grabar: "Enslaved" y el sencillo "Bitter Pill" que llegó al el número 22 en el Mainstream Rock charts. Tommy Lee grabó su pistas de batería para las dos nuevas canciones del álbum, y luego comenzó una sentencia de prisión de cinco meses. Además, una versión remix de "Glitter" está incluida. La gira para el álbum empezó después de la liberación de Lee de la prisión. Que sería la última con la banda antes de su regreso en 2004.

## Lista de canciones
1. "Bitter Pill" - 4:27
2. "Enslaved" - 4:30
3. "Girls, Girls, Girls" - 4:30  (de Girls, Girls, Girls)
4. "Kickstart My Heart" - 4:44  (de Dr. Feelgood)
5. "Wild Side" - 4:37  (de Girls, Girls, Girls)
6. "Glitter" (Remix) - 5:40  (de Generation Swine)
7. "Dr. Feelgood" - 4:43  (de Dr. Feelgood)
8. "Same Ol' Situation (S.O.S.)" - 4:14  (de Dr. Feelgood)
9. "Home Sweet Home" - 3:57  (de Theatre of Pain)
10. "Afraid" - 4:08  (de Generation Swine)
11. "Don't Go Away Mad (Just Go Away)" - 4:40  (de Dr. Feelgood)
12. "Without You" - 4:29  (de Dr. Feelgood)
13. "Smokin' in the Boys Room" - 3:27  (de Theatre of Pain)
14. "Primal Scream" - 4:46  (de Decade of Decadence)
15. "Too Fast for Love" - 3:21  (de Too Fast For Love)
16. "Looks That Kill" - 4:01  (de Shout At The Devil)
17. "Shout at the Devil" - 3:42  (de Shout At The Devil)